# Glossary of Broken Dreams
Glossary of Broken Dreams ist ein essayistischer, experimenteller Dokumentarfilm des österreichischen Regisseurs und Künstlers Johannes Grenzfurthner. Der Film erklärt in kurzen, gespielten Segmenten Begrifflichkeiten aus der politischen Diskussion (z. B. Kapitalismus, Widerstand, Freiheit, Privatsphäre) und versucht dadurch ein gesellschaftliches Zeitbild des frühen 21. Jahrhunderts zu zeichnen. Der Film bedient sich unterschiedlicher stilistischer Elemente wie Puppentheater, Zeichentrick und Pixelgrafik.
Der Film hatte seine Europa-Premiere auf der Diagonale im März 2018 und seine Nordamerika-Premiere auf dem Vermont International Film Festival im April 2018.
Der Film wurde von monochrom produziert.

## Konzept

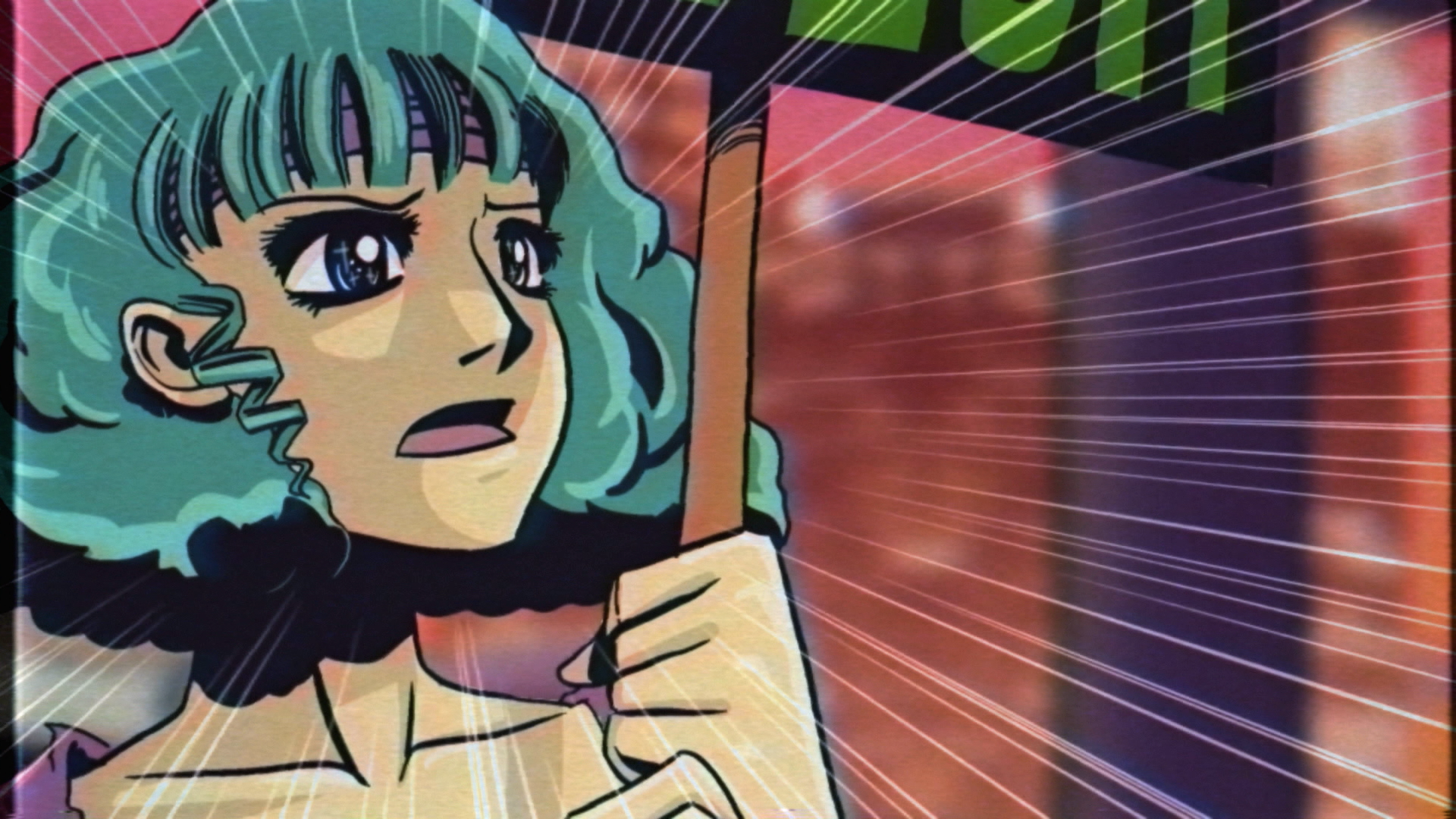
Einzelbild aus "Glossary of Broken Dreams" aus der Trickfilmsequenz "The Media".

Johannes Grenzfurthner, der sich im Film selbst wortwitzhaft als 'Lumpennerd" bezeichnet, fungiert als narrative Klammer. Er tritt als Geschichtenerzähler auf, der die unterschiedlichen Teile des Films anmoderiert und kommentiert. Der Film macht nicht von der klassischen Ästhetik und Methodik des Dokumentarfilms Gebrauch. Glossary of Broken Dreams zeigt etwa kein Archivmaterial und verwendet keine Interviews. Vielmehr präsentiert der Film die politischen und philosophischen Konzepte in Form von gespielten, humorvoll-bizarren Sequenzen mit überspitzt gezeichneten fiktiven Charakteren. Gespielt werden diese von Schauspielern, Performern und Musikern (z. B. Amber Benson, Max Grodénchik, Stefanie Sargnagel, Robert Stachel,  Duscher & Gratzer). Der Film kann also in der Tradition von reflexiven und performativen Dokumentarfilmen gesehen werden.

Grenzfurthner sagt über seine Motivation den Film zu machen:
Ich fand, dass einfach sowas wie ein politischer Frühjahrsputz der Begriffe notwendig war. Weil nur wenn wir wirklich mal den Besen in die Hand nehmen und es auch wagen, Sachen zu entsorgen, verhindern wir alle, linksliberale Hoarder zu werden. Als Beispiel nehme ich ja auch den Begriff der Privatsphäre, der ja wirklich wie ein Hundebaby von allen angelächelt wird. Soviel sei verraten: Als guter alter Neulinker hab ich ein Problem mit dem doch sehr konservativen und tiefst bürgerlichen Rattenschwanz, den die Privacy-Debatte mit sich rumschleppt. Ich denke, es ist an der Zeit, hier Denkschablonen auszutauschen. Die Frage ist nämlich nicht: „Wie können wir Privatsphäre auf Teufel komm raus verteidigen?“ Sondern: „Warum ist Privatsphäre uns überhaupt so wichtig?” Kann es nicht sein, dass wir hier eher an reformistischer Symptombekämpfung interessiert sind, als an der Lösung der zugrundeliegenden Probleme?

## Kapitel
Prolog

 Mit Johannes Grenzfurthner

Grenzfurthner stellt sich als Moderator vor und definiert den Menschen als narrativ denkendes und politisches Wesen. Es wird die Forderung nach einer Klärung von Begrifflichkeiten und Konzepten im politischen Diskurs gestellt. Welche sind noch sinnvoll?
Capitalism/Market/Freedom (Kapitalismus/Der Markt/Freiheit)

 Mit Stuart Freeman (als Brian Ewok) und Conny Lee (als Madame Juju)

Eine Einführung in das grundlegende Regelsystem der kapitalistischen Weltordnung und ein Überblick über dessen historische Entwicklung.
Competition (Wettbewerb)

Mit Harald Homolka List (als Hans Platzgaumer) und Bronwynn Mertz-Penzinger (als Platzgaumers Großhirnrinde)

Eine Analyse der positiven und negativen Eigenschaften von auf Wettbewerb basierenden Systemen (wie Kapitalismus and biologische Evolution) in Hinblick auf die Auflösung gegenwärtiger Ausbeutungsverhältnisse.
Accumulation (Akkumulation)

Mit Johannes Grenzfurthner (als Doktor Ullmaier) und Alexander E. Fennon (als Bankangestellter)

Diese Sektion erklärt Kapitalakkumulation in einer ironischen Demonstration in der durch einen Geldwechselvorgang 50 Euro verschwendet werden.
Resistance/Activism (Widerstand/Aktivismus)

Mit Johannes Grenzfurthner (als Frau Schlammpeitzinger) und Robert Stachel (als Kellner Walter Peckinpah)

Eine Geschichte vom Wandel westlicher Gesellschaften von Disziplinargesellschaften in Kontrollgesellschaften und wie dies positive Subversion in Kunst, Politik und im Aktivismus erschwert.
The Media (Die Medien)

Mit Amber Benson (als Pfefferkarree McCormick), Michael J. Epstein (als DeForest Schbeibi) sowie Katharina Stemberger und Stefanie Sargnagel (als Debattierende)

Eine Analysis und Kritik der Funktion der Medien in liberalen Gesellschaften. Es wird auf Meinungsfreiheit, Fake News und andere Schlagworte eingegangen.
Privacy/Data (Privatsphäre/Daten)

Mit Achmed Abdel-Salam (als Modern Subject) und Jim Libby (als Information Gaze)

Diese Sektion bietet einen historischen Überblick über den Begriff der Privatsphäre und dessen Entstehung als Teil der bürgerlichen Ökonomie. Es wird die Kritik geäußert, dass die aktuell vorherrschende Datenschutzbewegung die fundamentaleren Problem der Gesellschaft nicht anspricht. Es wird erstmals im Film die Idee eingebracht (Fortsetzung in "The Left"), dass Information und Computerisierung nur dann emanzipatorisch und gesellschaftlich befreiend eingesetzt werden kann, wenn sich die derzeitige Definition von Privatbesitz ändert.
Nature Vs Nurture (Anlage gegen Umfeld)

Mit David Fine (als pansexueller deutscher Fallschirmspringer)

Diese Geschichte über einen Schimpansen versucht soziale Konditionierung zu erklären.
Politics/Identity (Politik/Identität)

Mit Andrea Nitsche (als Dr. Bulletpoint von Sganarelle) und Michael Smulik (als Politik)

Eine Einführung in den Begriff "Politik", verkoppelt mit einer tiefgreifenden Kritik des Konzepts der Identitätspolitik. Grenzfurthner und Raval sprechen sich klar für Universalismus aus.
Democracy/Social Democracy (Demokratie/Sozialdemokratie)

Mit Jeff Ricketts (als Präsident Ödem von Horvath), Max Grodénchik (als Biologischer Mann) und Kudra Owens (als Biologische Frau)

Eine Analyse und Infragestellung sozialdemokratischer Politik in einer globalisierten und Finanzmarkt-orientierten postfordistischen Welt.
The Left (Die Linke)

Mit Martin Auer (als Professor Alain Xavior Schnürlsamt), Johannes Grenzfurthner (als Harnulf Rohrkrepierer), David Dempsey (als Sven Shitpornson), Anna Behne (als Lady Unsquaredance), Jason Scott Sadofsky (als Billy Bob Turingengine) und Franz Ablinger (als Seemann Dieselfink)

Eine Kritik gegenwärtiger linker Aktivitäten mit der Hauptfragestellung warum sich die Linke nicht von Taktiken des 20. Jahrhunderts loslösen kann. Die oftmals emotionalisierend-affektorientierten Kampagnen können keine notwendigen Kurskorrekturen einleiten. Es wird, vor allem in Hinblick auf die massiven Veränderungen im Bereich der Informationstechnologie und der sich ändernden Produktionsweise von Gütern, die Forderung nach neuen Commons, einer neuen digitalen Allmende, gestellt.
Epilog

Mit Johannes Grenzfurthner (als Regisseur) und Gerald Votava (als Produzent)

Das Ende des Films ist eine selbstironische Auseinandersetzung mit den Produktionsbedingungen des Films.

## Kritik
„Dieses „Glossar der unerfüllten Träume“ ist ein Filmessay über gescheiterte Hoffnungen, über die uneingelösten Glücks- und Freiheitsversprechen der jüngeren Menschheitsgeschichte – von Aufklärung und Liberalismus über Kapitalismus und Kommunismus bis hin zu Kunst, Aktivismus und Punk.“

„Mit kleinem Budget als Monumental-Puzzle produziert, nimmt [Grenzfurthner] sein Publikum mit durch eine Enzyklopädie abgenutzter, falsch verstandener und korrumpierter Begriffe und Ideen. Brisant wird das durch den Umstand, dass es sich dabei ausgerechnet um das Lieblingsvokabular aktueller Diskurse handelt, um goldene Kälber zeitgenössischer Auseinandersetzungen um Politik und Gesellschaft. Grenzfurthner führt sie lustvoll zur Schlachtbank, um in ihren Gedärmen zu wühlen und daraus eine unsichere Zukunft zu lesen.“

„Es geht um den Spaß an der Sache. Wie in dem Film „Glossary of Broken Dreams“, dem jüngsten Bravourstück aus der monochrom-Werkstatt. [...] Das Opus, das großen Schlagwörtern – „Kapitalismus“, „Gerechtigkeit“, „Politik“, „Freiheit“, „Erderwärmung“ oder „Privatheit“ – auf den Grund geht, ist großartig, voller skurriler Szenen und sinnbefreitem Nonsens.“

## Auszeichnungen (Auswahl)
- Award of Merit for Documentary Feature – 2018 IndieFest[15]
- Best Experimental Film – Subversive Cinema Awards 2018[16]
- Best Feature Documentary Foreign – Indie Gathering Awards 2018[17]
- Best Hacker Film – HOPE 2018[18]
- Award of Merit for Feature Documentary – Impact Doc Awards 2018[19]
- Bester Langfilm – Austrian Filmfestival 2018[20]